# Olympia-Einkaufszentrum

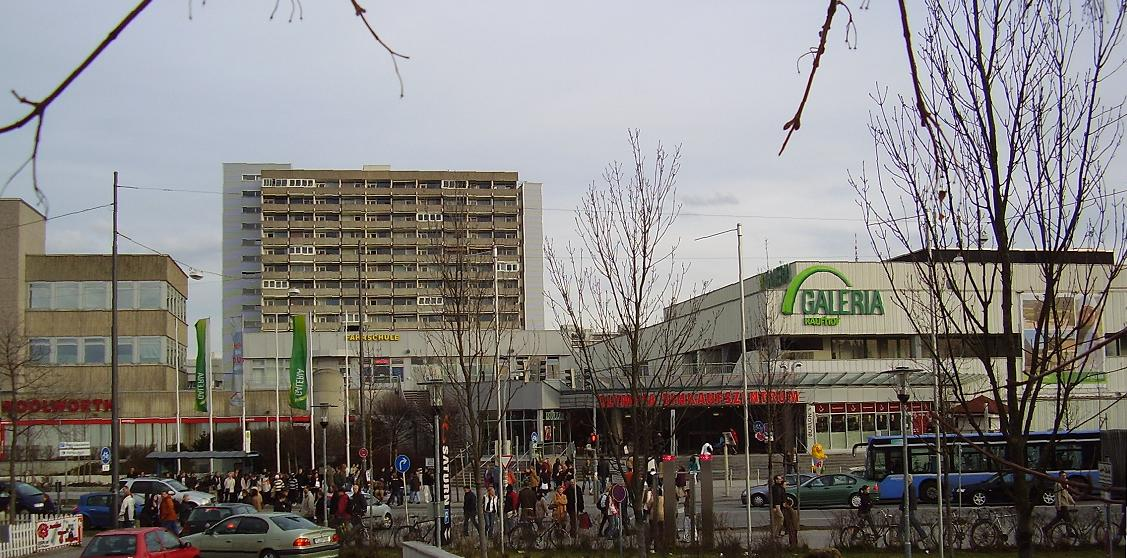
Centro comercial Olympia em 2007.

O Olympia-Einkaufszentrum (OEZ) é um centro comercial inaugurado em 1972. Ele está localizado no distrito de Moosach, em Munique, na Alemanha. O nome vem da construção simultânea do centro comercial ao Estádio Olímpico de Munique, localizado a apenas um quilometro de distancia do centro comercial, para os Jogos Olímpicos de Munique, em 1972. Entre 1993 e 1994, o centro comercial foi ampliado e modernizado pelos arquitetos Hans Baumgarten e Curt O. Schaller.

## Lojas
A área de vendas do OEZ abrange 56.000 m². Há cerca de 135 lojas espalhadas por dois andares, com lojas de departamento, grandes cadeias de vestuário, mercearias, lojas de serviço, restaurantes e cafés.

## Transporte
O centro comercial é servido pela estação Olympia-Einkaufszentrum no Metro de Munique nas linhas U1 e U3. Possui 2.400 vagas de estacionamento para carros e 320 vagas de estacionamento para bicicletas.

## Atentados em Munique
Em 22 de Julho de 2016, um tiroteio ocorreu no Centro comercial. Dez pessoas, incluindo o atirador, foram mortas e dez ficaram feridas.